# Cornelius O'Brien
Cornelius O'Brien, né le 4 mai 1843 près de New Glasgow (Île-du-Prince-Édouard, Canada) et mort le 9 mars 1906 à Halifax, est un écrivain et prélat catholique canadien, évêque de Halifax de 1883 à sa mort.

## Jeunesse et formation
Fils de Terence O’Brien et de Catherine O’Driscoll, Cornelius O'Brien naît le 4 mai 1843 près de New Glasgow.
Il est, durant environ deux ans, commis à Summerside, dans l’Île-du-Prince-Édouard, puis Cornelius O’Brien étudie, de 1862 à 1864, au Collège Saint-Dunstan de Charlottetown où il devient le protégé de Mgr Peter McIntyre qui intervient probablement pour qu'il aille étudier à Rome. Il part ainsi étudier, de 1864 à 1871, au Collège pontifical de la propagation de la foi de Rome puis au collège de la Propagande où il obtient un doctorat en théologie, un autre en philosophie et une médaille d’or pour son excellence. Durant ses études à Rome, il est également témoin de plusieurs évènements attachés au Premier concile œcuménique du Vatican qui a lieu au même moment.

## Premiers ministères
O’Brien est ordonné prêtre le 8 avril 1871 et est affecté au Collège Saint-Dunstan, où il enseigne un court moment. Il est ensuite nommé curé de la cathédrale Saint-Dunstan de Charlottetown, probablement dû à sa santé délicate, on lui confie la cure d’Indian River, poste relativement calme. En 1879, le conseil d’administration de Saint-Dunstan l’élit directeur du collège, charge qu'il refuse. Trois ans plus tard, il succède à Michael Hannan en tant qu'archevêque de Halifax.

## Épiscopat
Il est nommé évêque le 1er décembre 1882, puis est consacré le 21 janvier 1883 par Édouard-Charles Fabre avec comme co-consécrateurs John Sweeny (en) et Peter McIntyre. Il est alors le premier canadien de naissance à occuper ce siège.
En tant qu’archevêque de Halifax, Mgr O’Brien poursuit l’expansion institutionnelle sur laquelle ses trois prédécesseurs directs, Mgrs William Walsh, Thomas Louis Connolly et Michael Hannan, avaient œuvré. Il crée également un vaste réseau d’établissements à vocation sociale ou éducative qui répond aux besoins de la population. Au cours de son épiscopat, Mgr O’Brien se démarque notamment par la fondation d’un séminaire diocésain, d’une maison de correction pour garçons, d'une autre pour filles et d’un hôpital chirurgical ainsi que la réouverture du Collège Sainte-Marie, pour laquelle il se donne beaucoup de mal.
En pleine renaissance acadienne, Cornelius O’Brien, qui est bilingue, augmente nettement le nombre de prêtres francophones dans son diocèse et joue un rôle important dans la fondation d’un collège francophone, dirigé par les Eudistes, le collège Sainte-Anne de Church Point, en Nouvelle-Écosse. En 1901, les dirigeants de la Société nationale de l’Assomption, Pierre-Amand Landry et Pascal Poirier, lui demandent d’appuyer leurs représentations en faveur de la création d’un diocèse francophone à Moncton, au Nouveau-Brunswick mais O’Brien refuse car sa réalisation nécessiterait le démembrement des diocèses de Saint-Jean et de Chatham, alors sous la juridiction d’évêques irlandais.

## Écriture et politique
Il rédige un grand nombre de livres, de conférences et de poèmes. Ses meilleurs ouvrages, paru à Charlottetown en 1876, montrent qu'il s'intéresse aux débats intellectuels de son époque et s’inquiète de la menace que le rationalisme et le matérialisme représentent pour la foi. Ses travaux de littérature et d’érudition lui apportent une renommée national, suffisante pour qu'on l’élise président de la Société royale du Canada entre 1896 et 1897.
Mgr O’Brien se passionne pour la politique et ses positions s’inspirent de son patriotisme et de son attachement au lien impérial. Il devient d'ailleurs membre du conseil de l’Imperial Federation League et préside la section néo-écossaise de la British Empire League. Soutien public du Parti conservateur et de sa politique nationale, il s’oppose fermement aux propositions d'instaurer une réciprocité totale avec les États-Unis, mesure qu'il considère alors comme un premier pas vers l’annexion. Pendant la campagne fédérale de 1891, il encourage les catholiques à voter contre les libéraux en raison de leur politique de libre-échange. Il est alors souvent critiqué, notamment par Lawrence Geoffrey Power, car il va au-delà de la réserve demandée aux membres du clergé, ce à quoi il répond régulièrement qu'« un évêque a tout à fait le droit d’exhorter ses ouailles à ne pas s’engager dans des plans séditieux ».

## Succession apostolique
Cornelius O'Brien a ordonné les évêques suivants :
- Archevêque Timothy Casey (1900)
- Évêque Thomas Francis Barry (1900)